# Воля Всесвіту
«Воля Всесвіту» (рос. «Воля Вселенной») — радянський підлітковий художній фільм філософської спрямованості, знятий в 1988 році на кіностудії «Білорусьфільм».

## Сюжет
Семикласникові Дімі пророкують швидку загибель в аварії. А в неділю сусід-льотчик пропонує хлопчикові злітати в Ленінград і назад в пілотській кабіні. Діма відправляє прощального листа Олені і назло несприятливому збігу обставин і «волі Всесвіту» приймає мужнє рішення…

## У ролях
- В'ячеслав Ілющенко —  Діма Конопльов
- Наталія Гусєва —  Олена Лукашевич
- Андрій Бабошкін —  Марік Утьоночкин
- Денис Германов —  Вова
- Ігор Жигалов —  Валера
- Сергій Савчук —  Олег
- Діана Красницька —  Оля
- Олександр Денисов —  Жибуль
- Віктор Іллічов —  Ростислав Васильович
- Сергій Векслер —  Гуру
- Валерія Богук —  Подруга Гуру
- Любов Германова —  вчителька
- Олена Нестерович —  мама Ніна Іванівна
- Марія Виноградова —  бабуля
- Олександра Климова —  бабуся
- Леонід Булгаков —  другий пілот
- Іван Мацкевич —  бортінженер
- Олександр Лабуш —  штурман
- Олена Одинцова —  стюардеса
- Олександр Безпалий —  епізод

## Знімальна група
- Автор сценарію: Леонід Різін
- Режисер-постановник:  Дмитро Міхлєєв
- Оператор-постановник: Анатолій Калашников
- Художник-постановник: Володимир Гавриков
- Композитор:  Едуард Артем'єв
- Звукооператор: Володимир Устименко
- Директор картини: Олексій Круковський